# Maxillariella alba
Maxillariella alba är en orkidéart som först beskrevs av William Jackson Hooker, och fick sitt nu gällande namn av Mario Alberto Blanco och Germán Carnevali. Maxillariella alba ingår i släktet Maxillariella och familjen orkidéer. Inga underarter finns listade i Catalogue of Life.